# Abietinaria compressa
Abietinaria compressa is een hydroïdpoliep uit de familie Sertulariidae. De poliep komt uit het geslacht Abietinaria. Abietinaria compressa werd in 1878 voor het eerst wetenschappelijk beschreven door Merezhkovskii. 